# Eynoddin
 (juillet 2012).
Eynoddin (en Persan: عین الدین) est un village de la province d'Azerbaïdjan oriental, à proximité de Tabriz, dans le nord-ouest de l'Iran.